# Acid (österreichische Band)
Acid ist eine österreichische Rockband aus Wien.
Sie wurde 1971 von Robert Ponger, Rudi Staeger und Herbert Novacek gegründet. Die Band erlangte durch den Sieg beim Fernseh-Talentwettbewerb Show-Chance 1972 große Popularität in Österreich. Nach der Veröffentlichung von drei Studioalben löste sich Acid um das Jahr 1980 vorerst auf.

## Geschichte
1974 erschien das Debütalbum Acid auf dem Musiklabel CBS. Erste erfolgreiche Titel mit Airplay auf dem ORF-Radiosender Ö3 waren etwa Six To Seven oder Hipguard. Danach wechselten mehrfach die Bandmitglieder: Robert Ponger schied aus und wurde durch Robert Zidek ersetzt, mit Peter Koller stieß ein weiterer Gitarrist zur Gruppe.
1975 entstand das zweite Album More Acid mit der Hit-Single Hey Freddy (Platz 9 der österreichischen Hitparade). Das letzte Album Acid Age erschien auf Polydor und wurde im Wiener Schmettersound-Studio von März bis April 1978 aufgenommen. Um 1980 löste die Band sich vorerst auf.
2014 fand sich Acid in der Besetzung Herbert Novacek (Gesang, Bass), Rudi Staeger (Schlagzeug) und Wolfgang Staribacher (Perkussion, Keyboard, Posaune) wieder zusammen. Eine limitierte Vinyl-Neuauflage von 500 Stück des Debütalbums Acid wurde am 24. Oktober 2014 bei einem Konzert in der Bühne Purkersdorf präsentiert. Vereinzelte Gigs folgten, etwa 2015 im Wiener Radiokulturhaus oder 2023 beim Maifest im Wiener Prater.

## Diskografie
Studioalben
- 1974: Acid (CBS)
- 1975: More Acid (CBS)
- 1978: Acid Age (Polydor)
- 2014: Acid (monkey., auf 500 Stück limitierte Wiederveröffentlichung auf Vinyl)

Singles
- 1972: Hipguard
- 1973: Midnight Queen
- 1974: Hey Freddy
- 1974: Hard Rockin' Band
- 1975: You Caught Me Like a Spider
- 1975: Rock'n'Roll Band
- 1977: I Wanna See You Boogie Tonight
- 1980: Breaking Up the Dolls
- 1981: Wild Thing („The Marionettes“)

## Belege
1. ↑  Peter Kutej: Show-Chance 1972. In: Was wurde aus. Abgerufen am 1. Mai 2023.
2. ↑  Peter Kutej: Acid. In: Was wurde aus. Abgerufen am 1. Mai 2023.
3. ↑  Acid – Acid. In: Discogs. Abgerufen am 1. Mai 2023.
4. ↑  Acid – More Acid. In: Discogs. Abgerufen am 1. Mai 2023.
5. ↑  Acid – „Acid“. In: Monkey Music. Abgerufen am 1. Mai 2023.
6. ↑  Original „Acid“ … Re-Release des legendären Debütalbums! In: Die Bühne Purkersdorf. Abgerufen am 1. Mai 2023.